# Ernesto Schiaparelli
Ernesto Schiaparelli (Occhieppo Inferiore, 12 de julio de 1856 — Turín, 14 de febrero de 1928) fue un arqueólogo y egiptólogo italiano, que dedicó su vida al Antiguo Egipto, ejerciendo como senador al final de su vida.
Ernesto Schiaparelli pertenecía a una familia de universitarios muy conocidos; su padre Luigi Schiaparelli, enseñó Historia en la Universidad de Turín, Giovanni Virgilio Schiaparelli fue un reconocido astrónomo, Celestino Schiaparelli, especialista en Lengua y Civilización árabe, Cesare Schiaparelli, pionero de la fotografía, Carlo Felice Schiaparelli, agrónomo y Giovanni Battista Schiaparelli, pionero de la industria química.
Después de cursar estudios en Turín con Francesco Rossi (1827-1912) y en París, en la Sorbona, con Gaston Maspero (1846-1916), entre 1877 y 1880, Ernesto Schiaparelli fue nombrado, en 1881, director de la sección egipcia del Museo arqueológico de Florencia, luego superintendente de Antigüedades del Piamonte y finalmente, el 30 de septiembre de 1894, responsable de la colección de antigüedades egipcias del Museo Egipcio de Turín, que lo hará el segundo del mundo después del Museo Egipcio de El Cairo.
En 1903 crea la misión arqueológica italiana en Egipto, que dirige durante diecisiete años. Efectuó doce misiones en Egipto, entre las cuales destacan: a Hemanieh, donde descubre una necrópolis predinástica así como varias sepulturas grecorromanas y coptas; a Gebelein, excavando tumbas predinásticas, donde una contenía un tejido sobre el cual se pintaron unas caras humanas; a Guiza, Asiut, Asuán, Hermópolis, Valle de Abbeville, y Heliópolis.
De 1903 a 1906, explora más de ochenta tumbas, ya expoliadas, en el Valle de las Reinas, donde descubre la espléndida tumba de la reina Nefertari, la gran esposa real de Ramsés II; y descubre también las sepulturas de Jaemuas, Amonherjepershef y Sethherjepershef, hijos de Ramsés III, y la de Ahmosis, princesa de la dinastía XVII. Por último, en 1906, descubre una sepultura, intacta, aún sellada que contenía los sarcófagos de madera del arquitecto real Kha, que vivió bajo el reino de Amenhotep II, y de su esposa Merit; aún se conservaban secas las flores depositadas sobre las tapas. Tras este espléndido descubrimiento, la misión italiana prosigue sus excavaciones en Egipto hasta 1937.
Demasiado ocupado, Schiaparelli no publicó sus trabajos y a su muerte, en 1928 en Turín, los informes que deja son demasiado escuetos, y con él, desaparece la numerosa información sobre los lugares excavados, los objetos y el contexto en el cual se descubrieron. Pero nos deja tras sus buenas misiones, y sus notables descubrimientos, un estudio del Libro de los Muertos, en tres volúmenes, y un museo plagado de millares de objetos.

## Publicaciones
- Del sentimento religioso degli Egiziani. Del sentimiento religioso de los Egipcios, 1877.
- Il Libro del Funerali degli antichi Egiziani. El Libro de los funerales de los antiguos Egipcios, 3 vol., 1881-1890.
- Les Hypogées de Thebes. Hipogeos de Tebas, 1889.